# Psychrosoma tarraconensum
Psychrosoma tarraconensum är en mångfotingart som beskrevs av Jean-Paul Mauriès 1970. Psychrosoma tarraconensum ingår i släktet Psychrosoma och familjen Vandeleumatidae. Inga underarter finns listade i Catalogue of Life.